# Amargasaurus
Az Amargasaurus (nevének jelentése 'Amarga-gyík') a dicraeosaurida sauropoda dinoszauruszok egyik neme, amely a kora kréta korban (mintegy 130–125 millió évvel ezelőtt) élt a mai Dél-Amerika területén. Sauropodához mérten kicsinek számított, a hossza 10 méter volt. E négy lábon járó növényevő nyakán megnyúlt, alacsony, leginkább rokonáéra a Dicraeosauruséra emlékeztető koponya helyezkedett el. Azonban az Amargasaurus a nyakán és a hátán két párhuzamos sorban elhelyezkedő tüskékkel is rendelkezett, melyek a többi ismert sauropodáénál magasabbra nőttek. A tüskék a rekonstrukció alapján egy bőrvitorlát tartottak, ezt a feltevést azonban Gregory S. Paul 2000-ben elvetette.

## Felfedezés és fajok

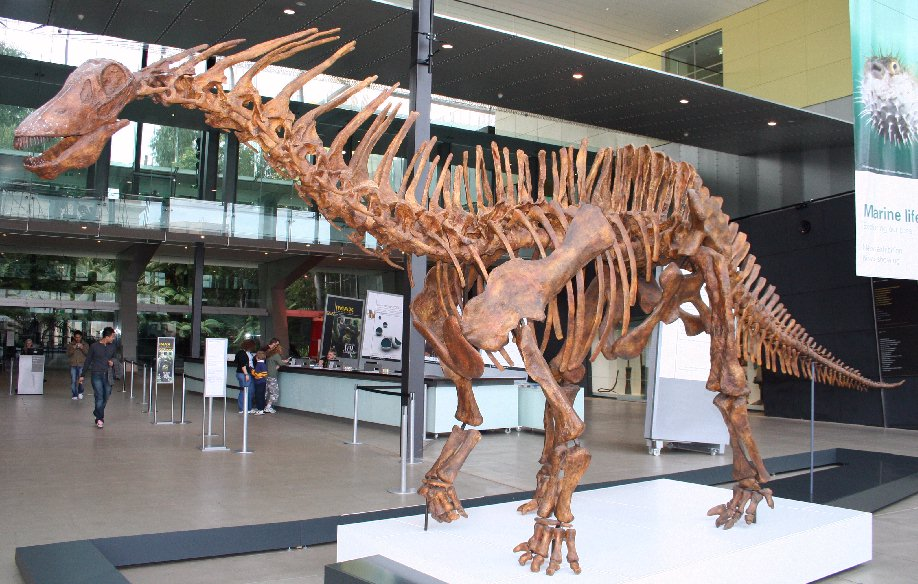
Az Amargasaurus felállított csontvázának másolata a Melbourne Múzeum (Melbourne Museum) előcsarnokában

Az Amargasaurus nevet két argentin őslénykutató, Leonardo Salgado és José Bonaparte alkotta meg 1991-ben, az argentin Neuquén tartományban levő La Amarga patakra utalva, melynél a fosszíliát megtalálták. A La Amarga egy közeli város neve és a maradványokat megőrző geológiai formáció neve is egyben. Az Amargasaurus név a spanyol amarga ('keserű') és az ógörög nyelvű σαυρος / szaürosz ('gyík') szó összetételéből származik. Az egyetlen elnevezett faj, az A. cazaui a lelőhelyet felfedező Dr. Luis Cazau-ra, az akkoriban állami tulajdonban levő YPF olajtársaság geológusára utal.
Ez a lelőhely a La Amarga-formáció alsó (régebbi) részén található, ami a kora kréta kor barremi-kora apti korszakai idején, körülbelül 130-120 millió évvel ezelőtt keletkezett.

## Ősbiológia
Az Amargasaurus egyetlen példány aránylag teljes csontváza alapján ismert. Ez a fosszília tartalmazza a koponya hátsó részét, a nyak, a hát és csípő összes csigolyáját, továbbá a farok egy részét. A vállöv jobb oldala is előkerült, a bal mellső és hátsó lábbal, valamint a csípő részét képező bal medencecsonttal együtt.

### Csigolyatüskék

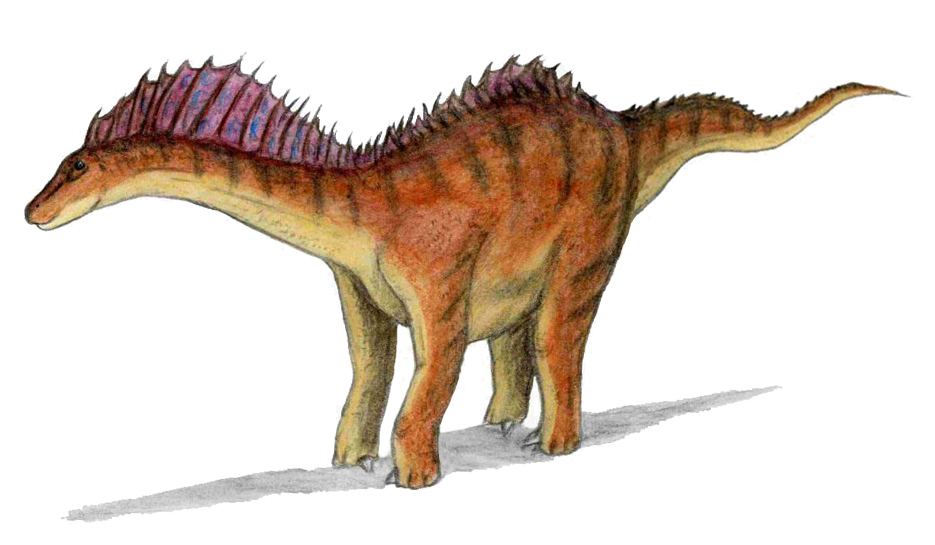
Az Amargasaurus művészi rekonstrukciója a feltételezett bőrvitorlával, amit a legtöbb tudós már valószínűtlennek tekint

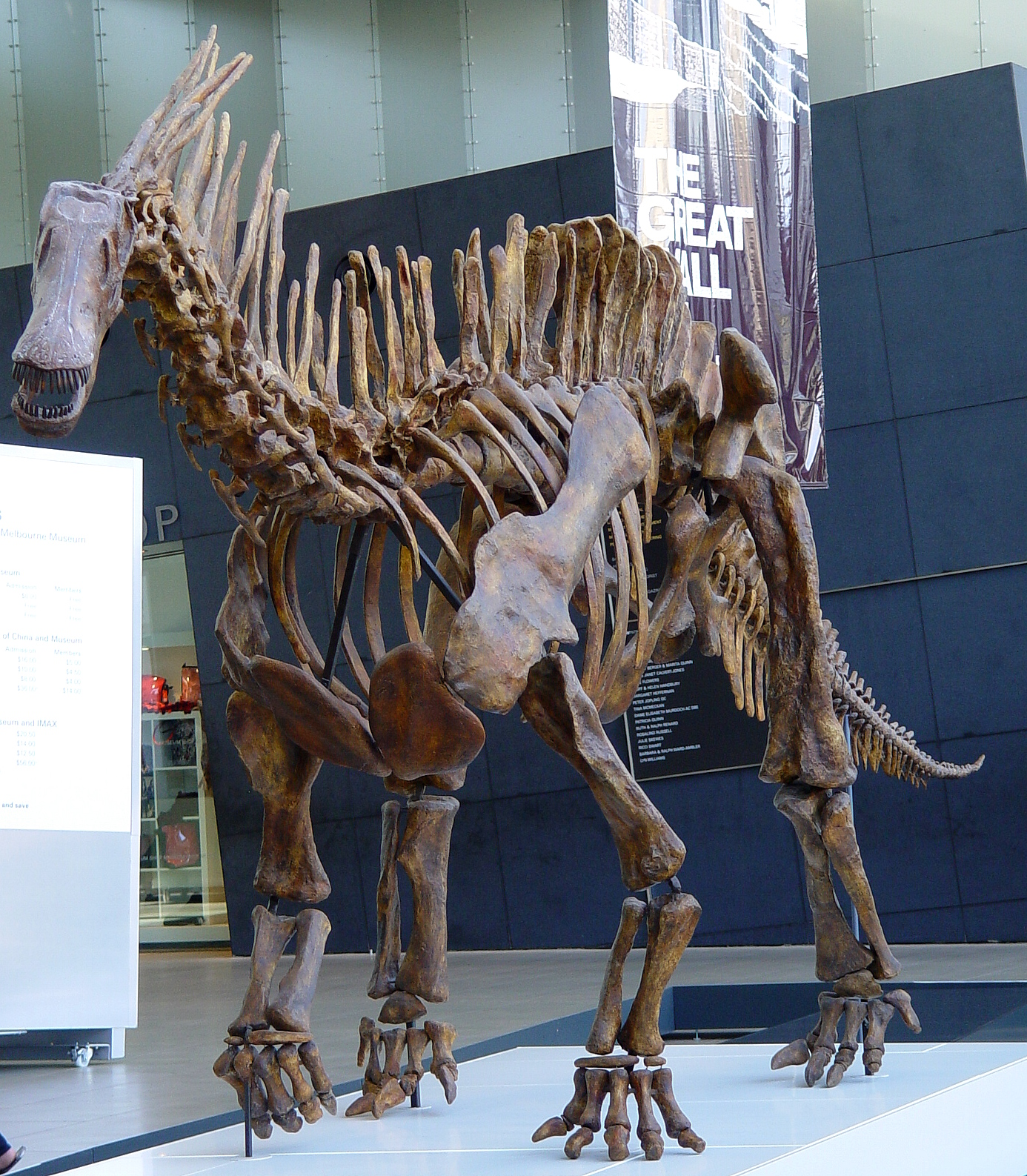
Az Amargasaurus csontvázának felállított másolata a Melbourne Múzeumban

Az Amargasaurus csontvázának legnyilvánvalóbb jellegzetessége a nyak- és hátcsigolyákon levő tövisekből álló sor. A tövisek a nyakon a legmagasabbak, ahol két párhuzamos sort alkotnak. Ezek a sorok a háton folytatódnak, ahol a csípő közelében a magasságuk csökken. A legalacsonyabb hát és keresztcsonti csigolyákon már csak egy-egy tövis található, ami hosszú, de rövidebb a nyakon levőknél, összemérhető más sauropodákéval. Ezek a tövisek talán egy pár magas bőrvitorlát tartottak. Hasonló vitorlák láthatók a rokonságába nem tartozó Spinosaurus és Ouranosaurus, valamint a pelyocsaurusok közé tartozó Dimetrodon és Edaphosaurus hátán is. Több feltevés is született a vitorlák funkciójával kapcsolatban, mint például a védekezés, a (párzáshoz szükséges, illetve a fajtársakkal való) kommunikáció, vagy a hőszabályzás.
Gregory Paul kijelentette, hogy a nyakvitorlák csökkentették a nyak hajlíthatóságát. Állítása szerint a tövisek keresztmetszete inkább kerek volt, mint lapos, emellett pedig szaruval voltak borítva. Megállapította, hogy egymásnak csapódhattak, figyelemfelkeltő zajt keltve.
Hasonló tüskék találhatók az afrikai Dicraeosaurus keresztcsont előtti csigolyáján, de azok közel sem ilyen magasak.

## Osztályozás
Az Amargasaurus a Dicraeosaurusszal és a később felfedezett Brachytrachelopannal együtt a Dicraeosauridae család tagja. A dicraeosauridák és a diplodocidák együtt alkotják a Flagellicaudata csoportot.

## Fordítás
- Ez a szócikk részben vagy egészben az Amargasaurus című angol Wikipédia-szócikk ezen változatának fordításán alapul.  Az eredeti cikk szerkesztőit annak laptörténete sorolja fel. Ez a jelzés csupán a megfogalmazás eredetét és a szerzői jogokat jelzi, nem szolgál a cikkben szereplő információk forrásmegjelöléseként.